# 春日 (文京區)
春日（日语：／ Kasuga */?）是東京都文京區的町名。現行行政地名是春日一丁目與春日二丁目。2013年7月1日為止的人口有5,417人。郵遞區號為112-0003。

## 地理
位於東京都文京區南部。北鄰小石川，東接本鄉，南連後樂，西南通水道，西接小日向，沿國道254號（春日通）、西北－東南走向的狹長町域。東南側是春日一丁目、西北側是春日二丁目。文京區役所位在春日一丁目東端。

## 歷史
1630年（寛永7年），德川家光乳母春日局拜領此地。本來的春日在現在的後樂。2丁目有三井家的宅邸。

### 地名由來
春日局拜領此地而得名。

## 交通

### 鐵路
- 都營地下鐵三田線、大江戶線 春日站 - 三田線的站體在本鄉。
- 東京地下鐵丸之內線、南北線 後樂園站

### 巴士
都營巴士
- 「春日站前（文京市民中心前）」：都02（日语：都営バス大塚支所）、都02乙（日语：都営バス巣鴨営業所）、上69、上60（日语：都営バス大塚支所）

（東京巨蛋城方向在文京市民中心西側（舊「後樂園站前」停車）
- 「東京巨蛋城」：都02、都02乙
- 「春日一丁目」：都02乙（往一橋）
- 「富坂上」：都02、都02乙、上69
- 「傳通院前」：都02、都02乙、上69

（都02、都02乙在春日通停車、上69在安藤坂停車）
- 「春日二丁目」：都02、都02乙

文京區社區巴士「Bーぐる」
- 「文京市民中心（春日站前）」：行經東京巨蛋飯店往千駄木
- 「LaQua」：千駄木方向

### 道路
- 春日通
- 白山通
- 本鄉通

## 設施
- 文京區役所（文京市民中心、文京市民會館）
- 文京區礫川公園
- 東京都戰没者靈苑（日语：東京都戦没者霊苑）
- 講道館（柔道）
- 中央大學理工學部後樂園校區
- 中央大學高等學校（日语：中央大学高等学校）
- 龍閑寺（日语：龍閑寺）

## 備註
1. ↑  『角川日本地名大辞典 13　東京都』、角川書店、1991年再版、PP988-989
2. ↑  文京区人口統計資料[永久]

## 外部連結
- 文京區網站 （页面存档备份，存于）